# Euphorbia telephioides
Euphorbia telephioides là một loài thực vật có hoa trong họ Đại kích. Loài này được Chapm. mô tả khoa học đầu tiên năm 1860.